# Polestar 1
De Polestar 1 is een tweedeurs plug-inhybride GT, geproduceerd van 2019 tot en met 2021 door het Chinees-Zweedse merk Polestar.

## Geschiedenis
De Polestar 1 is het eerste model dat werd gelanceerd door Polestar, sinds het in 2017 als zelfstandig elektrisch automerk werd opgericht door Volvo Cars en Geely Holding. De officiële lancering vond plaats op 17 oktober 2017 tijdens de Autoshow van Shanghai. Het duurde tot 2019 voordat de productie vanuit het Polestar Production Centre in de Chinese stad Chengdu gestart werd. De oplage was gelimiteerd: over ver een periode van drie jaar werden in totaal 1.500 exemplaren van de Polestar 1 gebouwd. In de tweede helft van 2020 werd de Polestar 1 leverbaar voor de Nederlandse markt.
In 2021 werd een matgouden Special Edition-versie van de Polestar 1 uitgebracht, in een gelimiteerde oplage van vijfentwintig stuks, om stil te staan bij het toen naderende einde van de productie. Eind 2021 werd het laatste exemplaar geproduceerd.

## Kenmerken

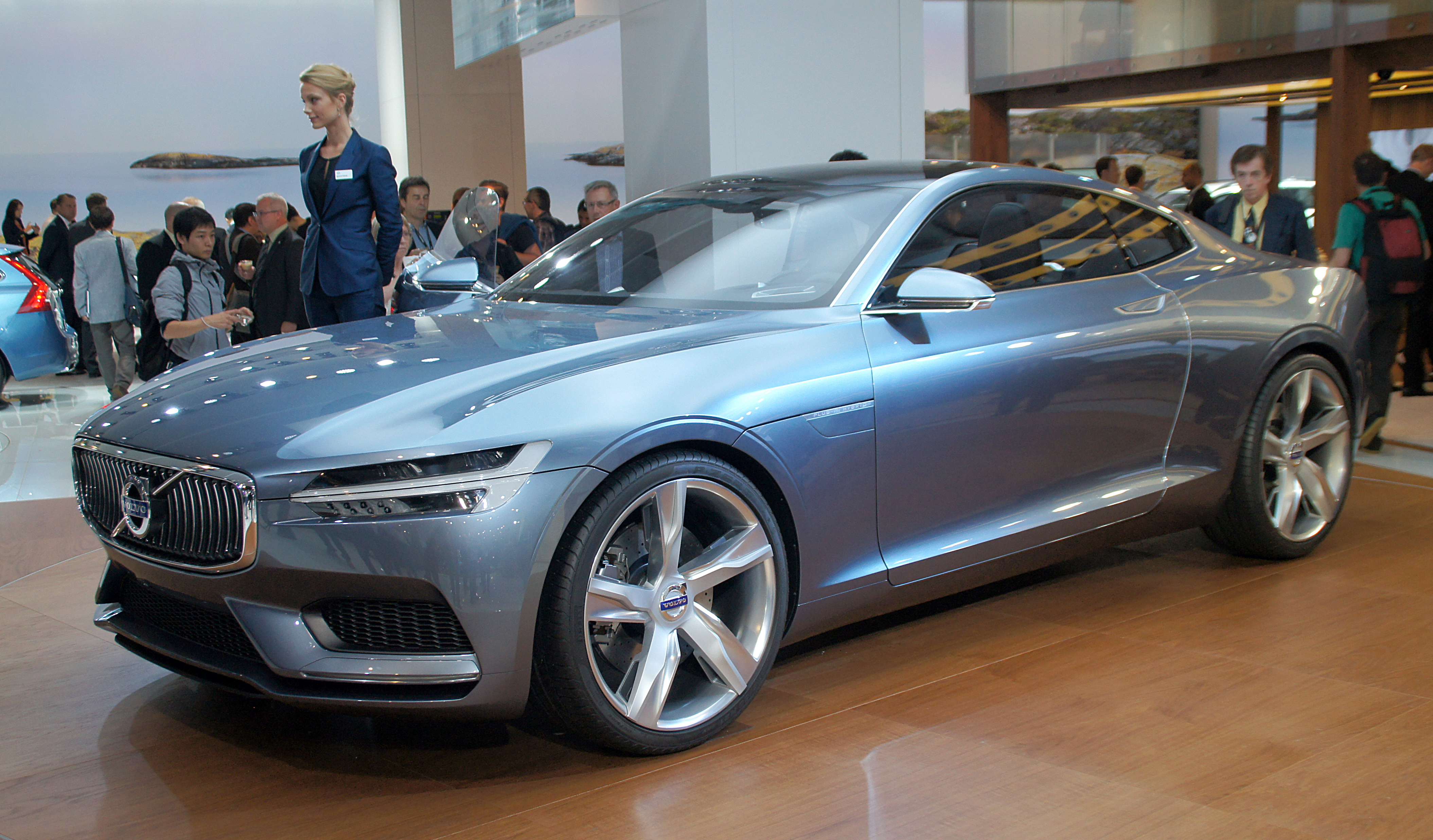
Volvo Coupé Concept

De Polestar 1 is een luxueuze en sportieve coupé met vier volwaardige zitplaatsen, geïnspireerd op de Volvo Coupé Concept van 2013, en is een ontwerp van Thomas Ingenlath, ontwerpdirecteur van Volvo en de CEO van Polestar. De carrosserie van de auto bestaat voor een groot deel uit carbon. De coupé weegt 2.350 kilogram.
Voor de Polestar 1 wordt gebruik gemaakt van het Volvo Scalable Product Architecture (SPA) platform, dat onder andere ook gebruikt wordt voor de Volvo 60- en 90-reeks. Daarnaast beschikt de auto over adaptieve demping van Öhlins en speciaal afgestemde remmen van het merk Akebono, een specialist die ook de remmen voor de McLaren P1 levert.

## Galerij

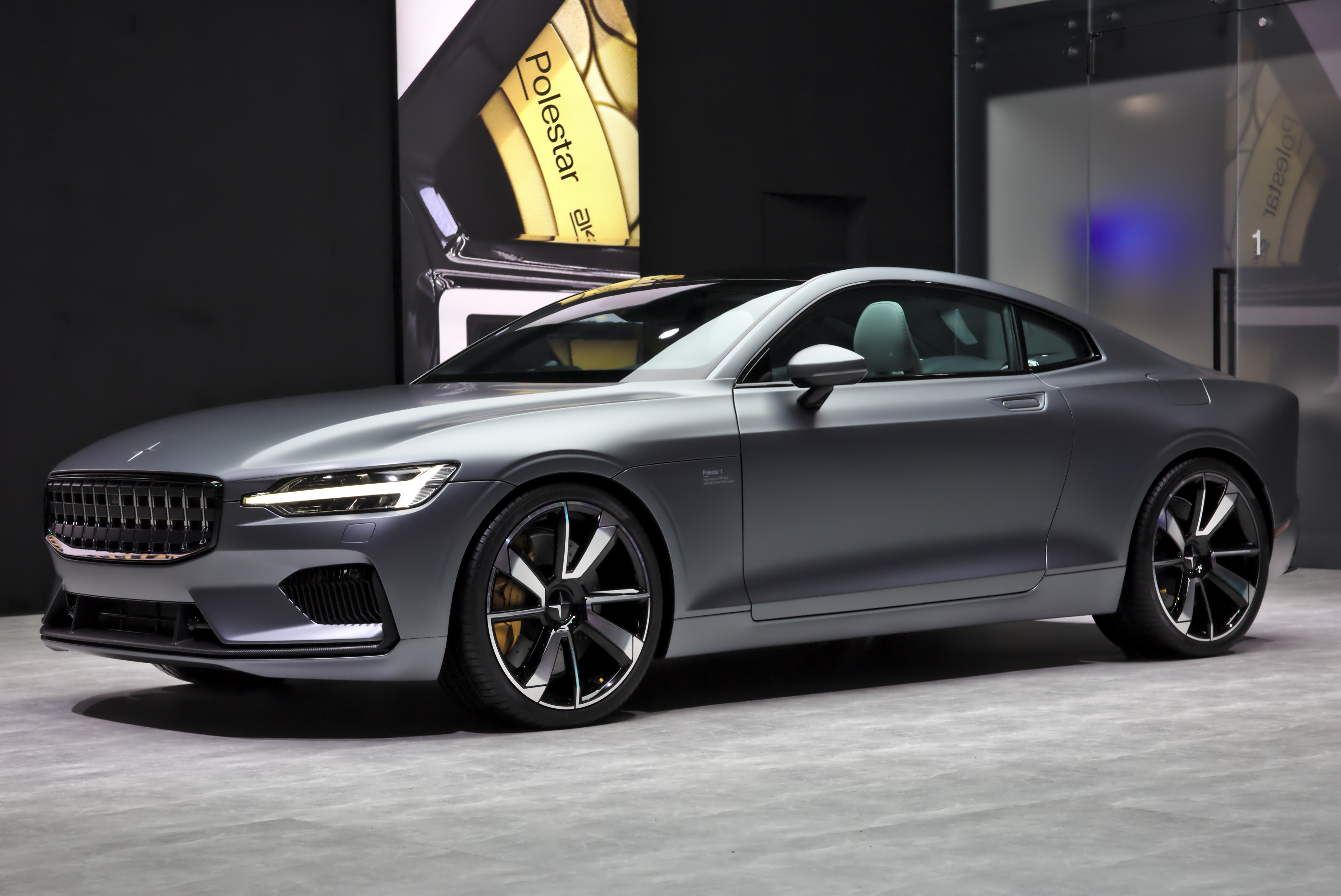
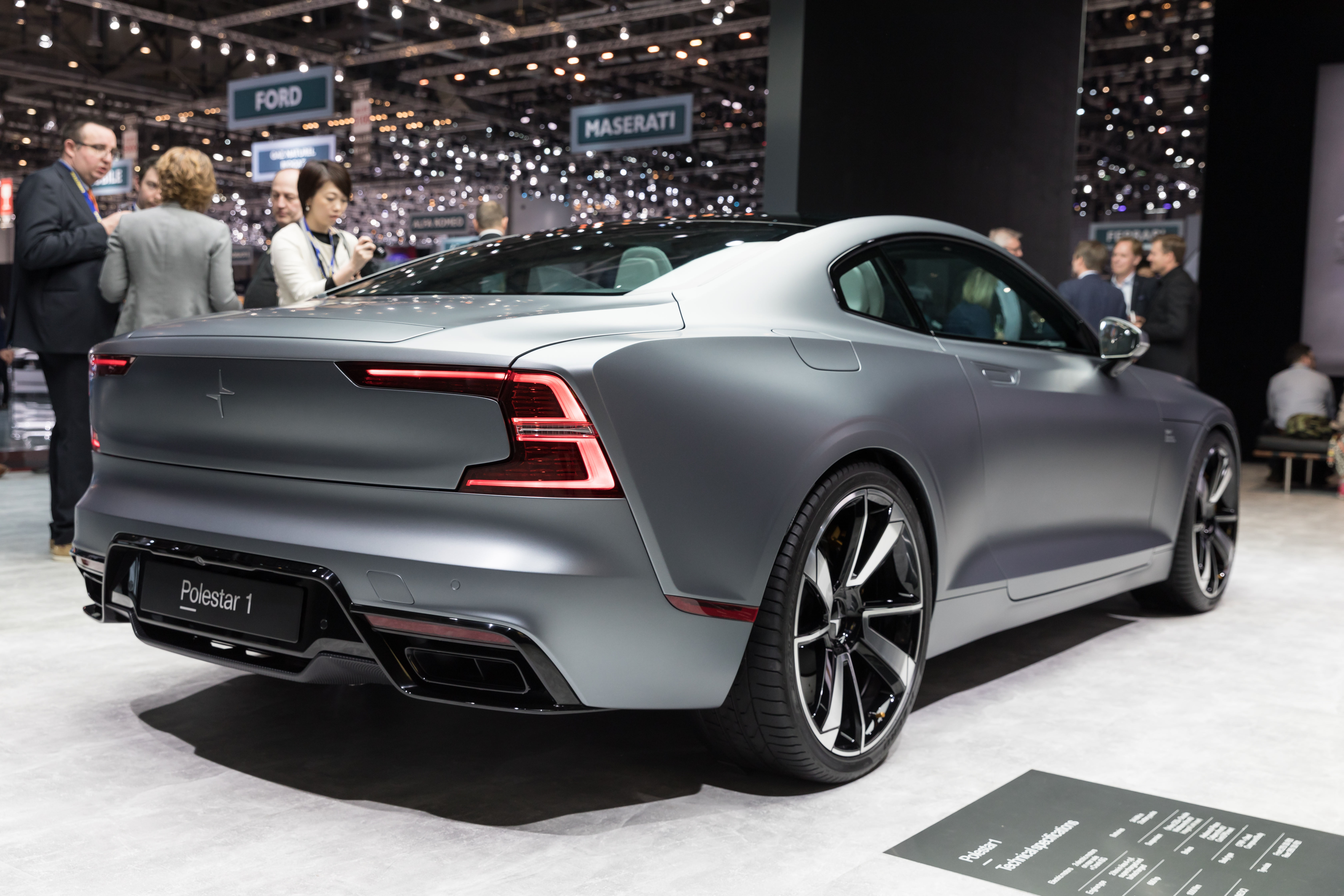
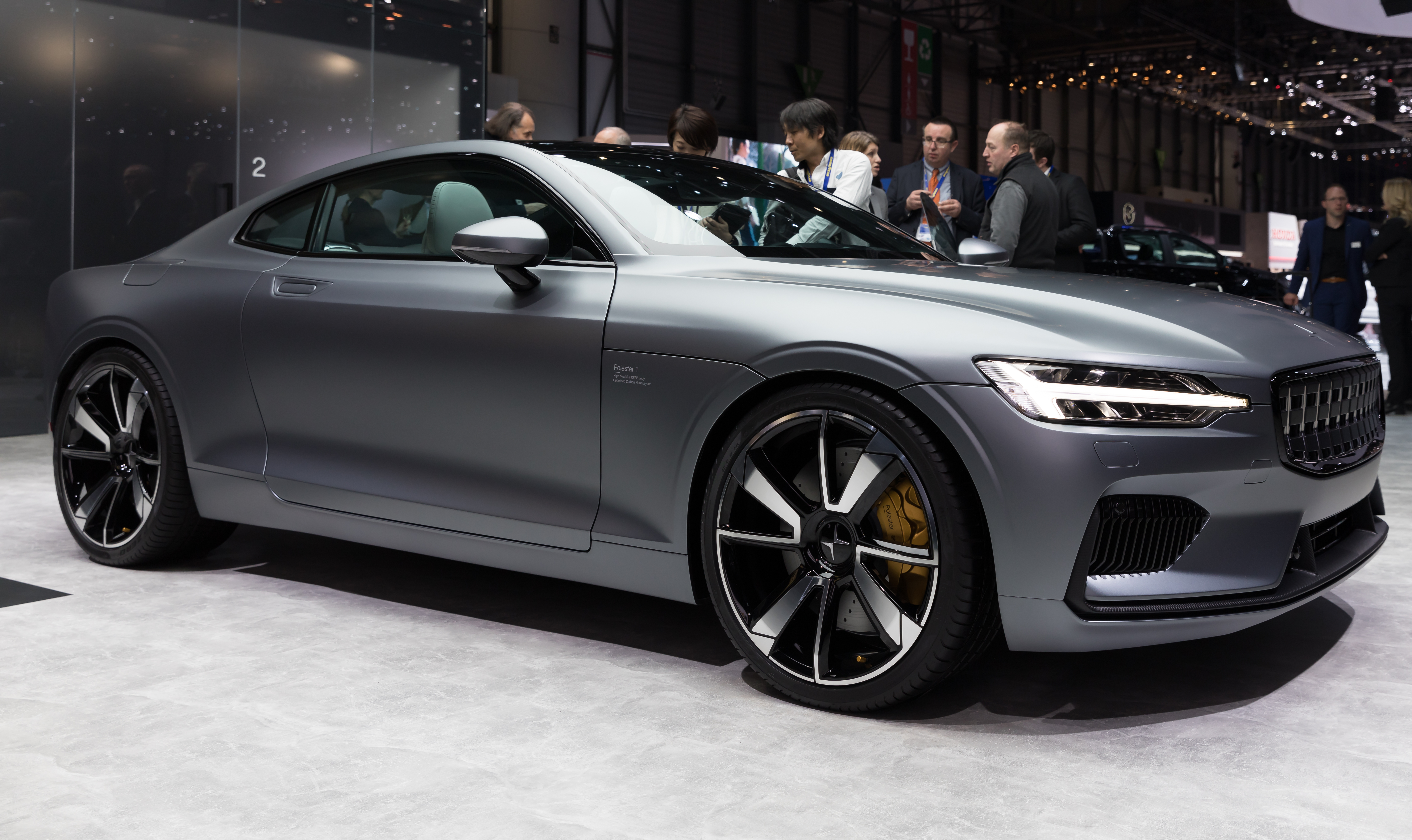
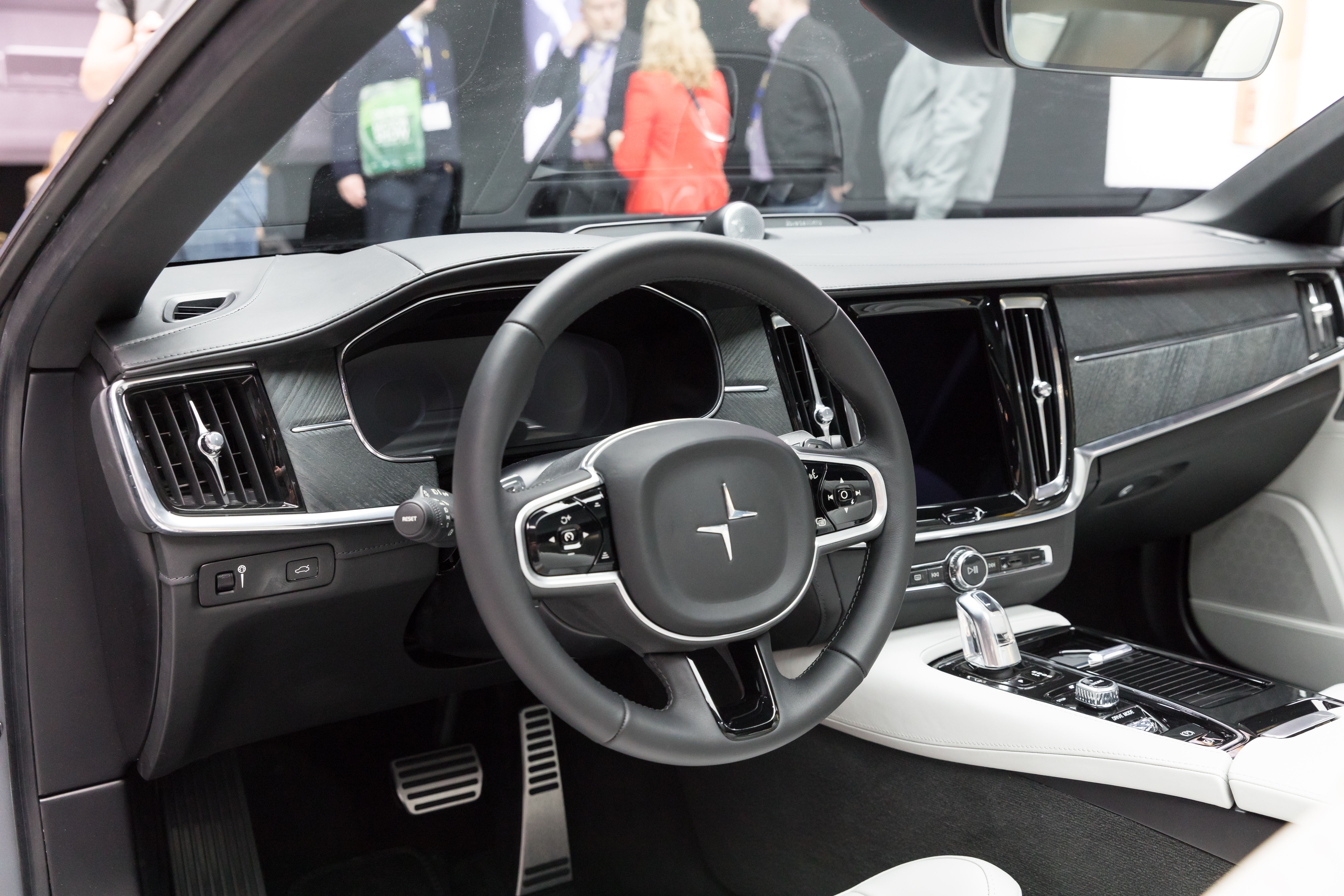
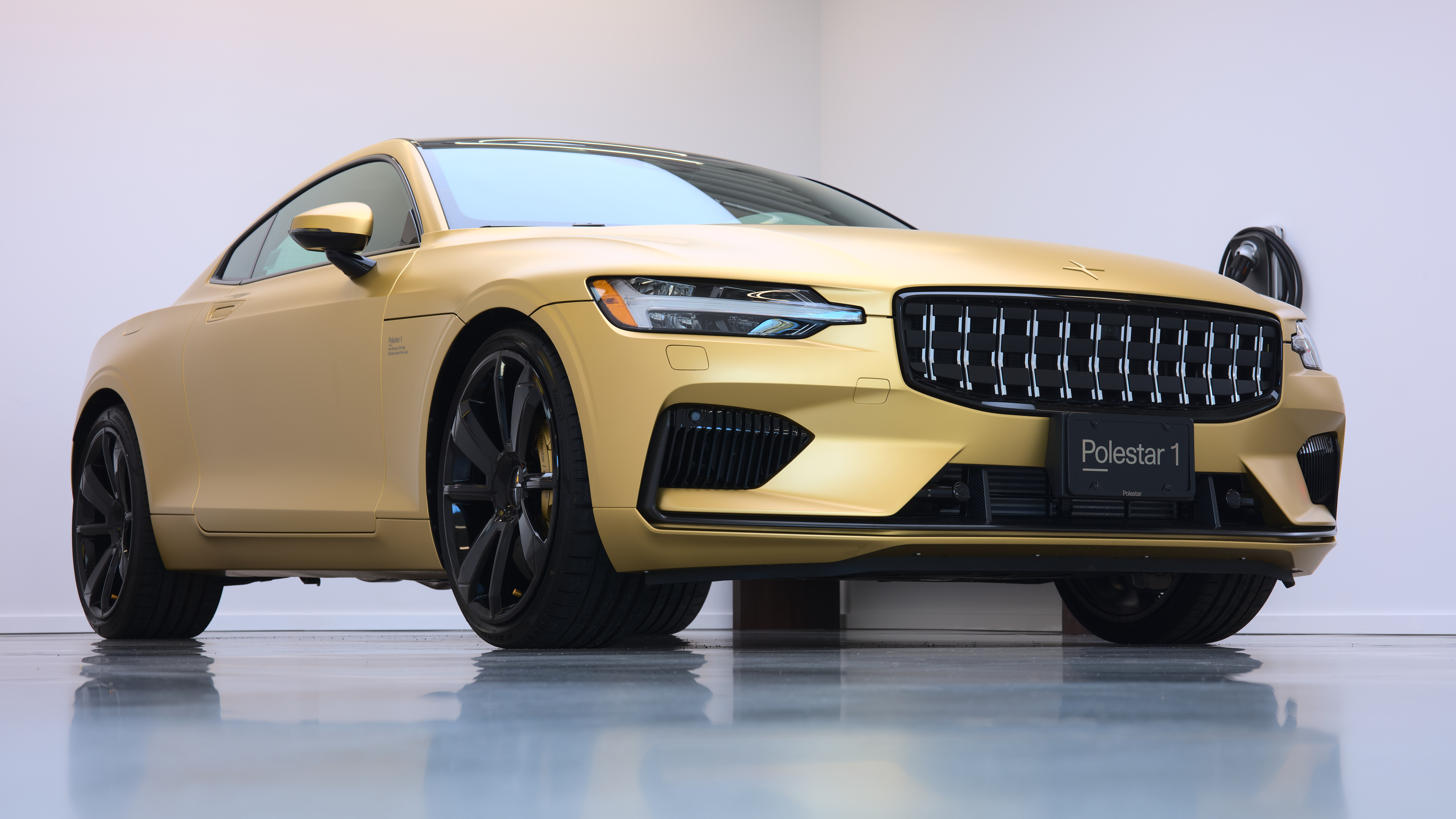

### Motor
De Polestar 1 beschikt over een benzinemotor met een vermogen van 230 kW (309 pk), met turbo en supercharger (een zogenaamde twincharger) die is gekoppeld aan de voorwielen, en wordt ondersteund door twee elektromotoren die samen 173 kW (232 pk) genereren en elk een achterwiel aandrijven. Tevens is een Integrated Starter Generator van 51 kW (68 pk) aan de krukas gekoppeld, die fungeert als startmotor en het wegvallen van trekkracht tussen schakelbeurten opvult.
De Polestar 1 heeft een gecombineerd vermogen van 455 kW (609 pk) en een koppel van 1.000 Nm. Deze motorconfiguratie stelt de Polestar 1 in staat om in 4,2 seconden naar 100 km/u te accelereren en een topsnelheid van 250 km/h te bereiken. In volledig elektrische, achterwielaangedreven modus heeft de Polestar 1 een elektrisch bereik van 124 kilometer (WLTP).